# Фрегаты типа 053H2G
Фрегаты типа 053H2G — серия из 4 китайских фрегатов, строящихся с 1990—1994.
На 2019 год три судна служили в качестве катеров береговой охраны, а фрегат Tongling был передан ВМС Шри-Ланки в качестве патрульного судна, которое было введено в эксплуатацию как SLNS Parakramabahu.

## Описание
На корабле в носовой части установлена АУ главного калибра(скорострельность 18 выстрелов/мин), за ней установлена ПУ ЗРК HQ-61 с 8 ЗУР и двумя зенитными орудиями малого калибра, посередине расположена рубка, на мачте обзорный радар Тип 360 2D с дальностью 150 км, позади 2 ПУ по 3 ПКР, в кормовой части ангар для вертолета и 2 ЗАК.